# さかい蔵人
さかい蔵人（さかい くらんと）は、日本のイラストレーター、デザイン事務所「CSデジタルアートワークス」代表。群馬県月夜野町（現 みなかみ町）出身、同高山村在住。

## 来歴
群馬県利根郡月夜野町（現 みなかみ町）に生まれる。1歳下の妹の影響で、子供の頃は『ママレード・ボーイ』や『魔法騎士レイアース』など少女漫画に関心を持つ。群馬県立沼田高等学校、群馬県内の短期大学を卒業後営業系の企業に就職。デジタルイラストの世界を知り、会社勤めの傍らイラストの仕事を行うようになる。2011年よりプロのイラストレーターとして活動開始。地元である沼田地域が舞台の一つとなった2016年の大河ドラマ『真田丸』の放送をきっかけに、真田幸村など武将キャラクターも手掛ける。
主にデジタルで制作を行い、美少女イラストを得意とする。出身地である利根沼田地域を中心とした企業のイメージキャラクターの制作を行う傍ら、「上州真田武将隊」隊員として殺陣などの演武を行う。2017年に独立し、デザイン事務所「CSデジタルアートワークス」を開業した。

## 作品

### イラスト
- 『建築知識』（エクスナレッジ）2017年12月号[5]
- ビューローベリタスジャパン株式会社 建築認証事業本部『建築建築基準法キャラクター図鑑 完全版』エクスナレッジ、2018年9月21日。ISBN 978-4767825236。
- 第2504回関東・中部・東北自治宝くじ[6]
- 筆ぐるめ27（富士ソフト）[7]

### キャラクター
- 瑞葉翔子（FM OZE）[2]

FM OZE開局20周年を機に、2017年に制作された。イラストだけでなく、群馬県立利根実業高等学校の生徒によるラジオ放送も行われる。
- 新和はな（新和観光バス）[8]
- にしべ翠（利根西部運送）
- 芽咲あい（目崎鉄工）
- 樫之木れみ、カシノキ・ザ・パストリーマスター（洋菓子工房樫の木）[9]
- ロックハート卿（大理石村ロックハート城）[10]